# Estadio Erasmo Camacho Calamar
El Estadio Erasmo Camacho Calamar es un recinto deportivo utilizado principalmente para la práctica del béisbol que está ubicado en la ciudad de Valledupar, a pocos metros de la villa olímpica de esa ciudad al norte del país suramericano de Colombia, es el tercer escenario deportivo de la ciudad después del Estadio Armando Maestre Pavajeau y el Coliseo Cubierto Julio Monsalvo.
Fue sede en el 2015 del Valledupar FC en los partidos de la Segunda División Colombiana y los partidos de la Copa Colombia, mientras que se remodelaba el Estadio de Futbol "Armando Maestre Pavajeau". Fue demolido en 2021 para posteriormente proceder a su reconstrucción con un nuevo diseño para los Juegos Bolivarianos de 2022.